# Cophotylus cyanescens
Cophotylus cyanescens is een rechtvleugelig insect uit de familie veldsprinkhanen (Acrididae). De wetenschappelijke naam van deze soort is voor het eerst geldig gepubliceerd in 1952 door Uvarov.